# Tour de France 2019/11. Etappe
Die 11. Etappe der Tour de France 2019 fand am 17. Juli 2019 statt. Die 167 Kilometer lange Flachetappe führte von Albi nach Toulouse. Der Deutsche Rick Zabel (Team Katusha Alpecin) trat aufgrund einer schweren Erkältung nicht mehr an; er war der erste Fahrer aus dem deutschsprachigen Raum, der die Tour nicht beenden konnte. Der Etappenstart war um 13:25 Uhr am Jean-François-de-Lapérouse-Denkmal, der scharfe Start erfolgte um 13:46 Uhr östlich von Castelnau-de-Lévis.

## Rennverlauf
Lilian Calmejane, Anthony Perez, Stéphane Rossetto und Aimé De Gendt bildeten zu Beginn der Etappe eine Ausreißergruppe und konnten im weiteren Verlauf einen Vorsprung von etwa 3:15 Minuten erarbeiten. Die Etappe verlief sehr ruhig und der Showdown zwischen den Ausreißern und dem Hauptfeld begann etwa 50 Kilometer vor dem Ziel, der Abstand zwischen der Spitzengruppe und dem Peloton betrug etwa eine Minute.
30 Kilometer vor dem Ziel kam es im Hauptfeld zu einem Massensturz. Betroffen waren u. a. Nairo Quintana, Sebastian Langeveld, Giacomo Nizzolo, Giulio Ciccone und Richie Porte. Auch Niki Terpstra war in den Massensturz verwickelt; der Niederländer vom Team Total Direct Énergie musste aufgrund einer schweren Verletzung die Tour aufgeben. Während Quintana und Porte wieder den Anschluss an das Peloton schafften, fuhren Ciccone, Nizzolo und Langeveld mehrere Minuten hinter dem Hauptfeld.
Aus der Spitzengruppe attackierte Aimé De Gendt ca. 10 Kilometer vor dem Ziel und versuchte sein Glück als Solist. Der Belgier wurde allerdings 4,5 Kilometer vor dem Ziel eingefangen – von der Jury erhielt er die Auszeichnung als kämpferischster Fahrer der Etappe. Das Peloton fuhr mit hohem Tempo zum Ziel, der Etappensieg wurde durch einen Massensprint entschieden. Dabei gewann Caleb Ewan hauchdünn vor Dylan Groenewegen, Dritter wurde Elia Viviani. Es gab keine Veränderungen in den Wertungen. Giulio Ciccone verlor 12:03 Minuten und überquerte als Letzter die Ziellinie, er musste seine Hoffnungen auf eine gute Platzierung im Gesamtklassement – vormals Platz 10 mit 2:23 Minuten Rückstand, nach dieser Etappe auf Platz 29 mit 14:35 Minuten Rückstand zum Führenden – sowie den Kampf um das Weiße Trikot – mit 13:19 Minuten Rückstand zum Führenden – erst mal ad acta legen.

## Zeitbonus
| Zeitbonus am Etappenziel | Zeitbonus am Etappenziel |
| Fahrer                   | Zeitbonus                |
| ------------------------ | ------------------------ |
| Caleb Ewan (LTS)         | 10 Sekunden              |
| Dylan Groenewegen (TJV)  | 6 Sekunden               |
| Elia Viviani (DQT)       | 4 Sekunden               |

## Aufgaben
- Rick Zabel (TKA): Nicht zur Etappe angetreten
- Niki Terpstra (TDE): Aufgabe während der Etappe